# Chamaelimnas cercides
Chamaelimnas cercides is een vlindersoort uit de familie van de prachtvlinders (Riodinidae), onderfamilie Riodininae.
Chamaelimnas cercides werd in 1871 beschreven door Hewitson.